# Koń woroneski
Koń woroneski – stara rosyjska rasa koni zimnokrwistych. Konie woroneskie zostały wyhodowane w dworze księcia Orłowa. Była to najbardziej rozpowszechniona rasa koni roboczych. Najczęstsze maści to kara i ciemnokasztanowata.
CechyNiezbyt ciężki, lecz masywny koń mierzący około 155 cm w kłębie. Kłoda wydłużona, zwykle mierząca 164 cm, klatka piersiowa ponad 180 cm, a nadpęcia 21 cm. Głowa ciężka.
Powstały trzy typy koni woroneskich:
- Pierwszy: wersja lżejsza od typowego konia woroneskiego, zbliżona do typu kłusaka.
- Drugi: Najczęściej używany do trójki. Wykorzystywany jako wszechstronny koń roboczy.
- Trzeci: Uzyskano go dzięki krzyżówkom z innymi rasami zimnokrwistymi, jest on najcięższy spośród trzech.